# René Lanoy
Pour les articles homonymes, voir Lanoy.
René Lanoy , né le 11 septembre 1910 à Bruille-lez-Marchiennes et mort en décembre 1944 à Sainte-Catherine, est un enseignant et résistant français. Son épouse, résistante morte sous la torture, est Suzanne Lanoy.

## Biographie
René Léopold Lanoy naît le 11 septembre 1910 à Bruille-lez-Marchiennes dans le Nord. Il est enseignant et militant communiste. Il épouse Suzanne Blin en novembre 1940. Celle-ci meurt sous la torture le 6 mars 1944 à Douai.
Mi-décembre 1944, il meurt dans un accident de la route à Sainte-Catherine (dans le Pas-de-Calais), alors qu'il devait être nommé préfet du Pas-de-Calais.
Il est inhumé au cimetière de Douai avec son épouse, dans la partie du cimetière qui se trouve sur le finage de Sin-le-Noble. Le monument aux morts de la Seconde Guerre mondiale réalisé par Julien Rémy à Bruille-lez-Marchiennes lui rend hommage ainsi qu'à son épouse.

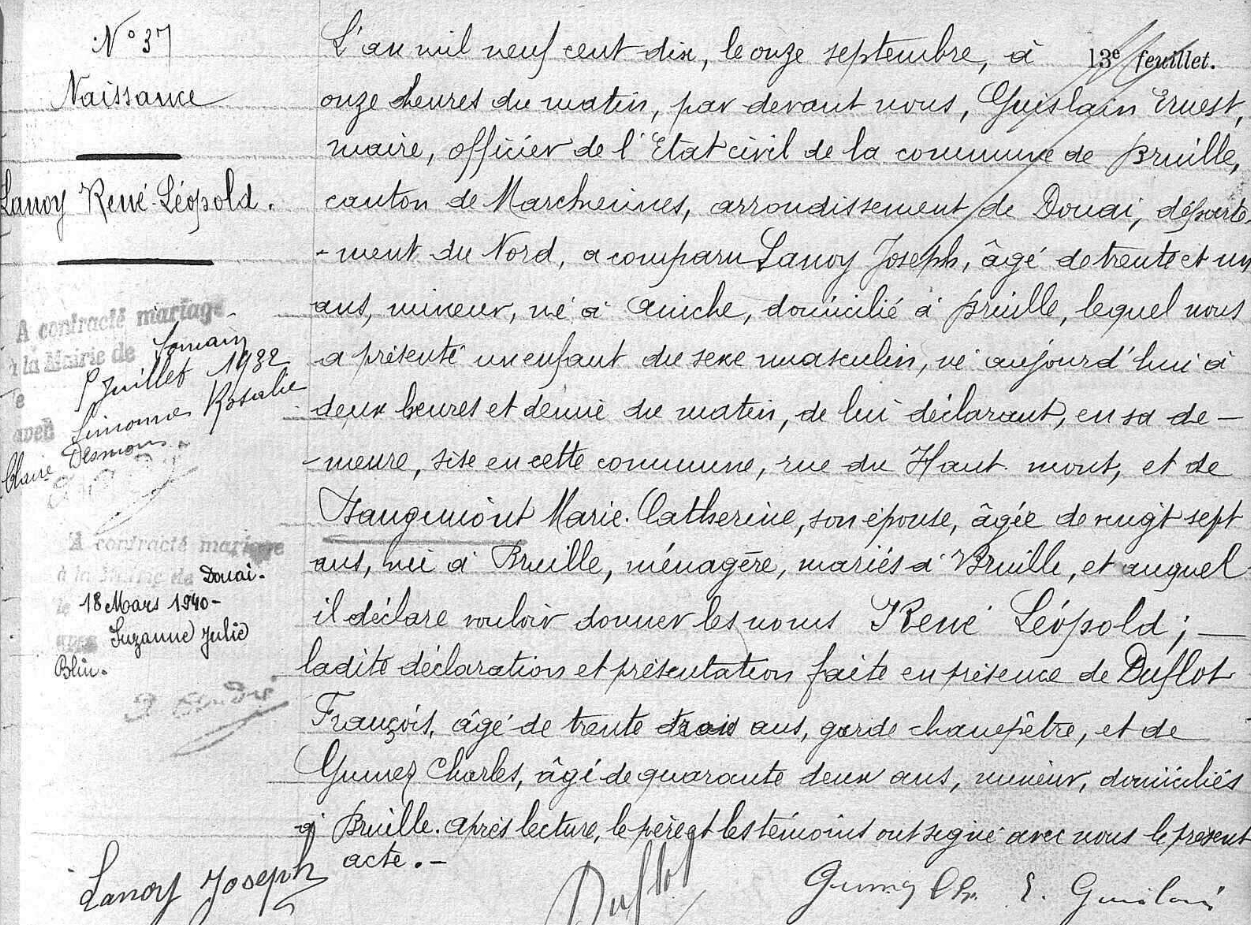
Son acte de naissance.
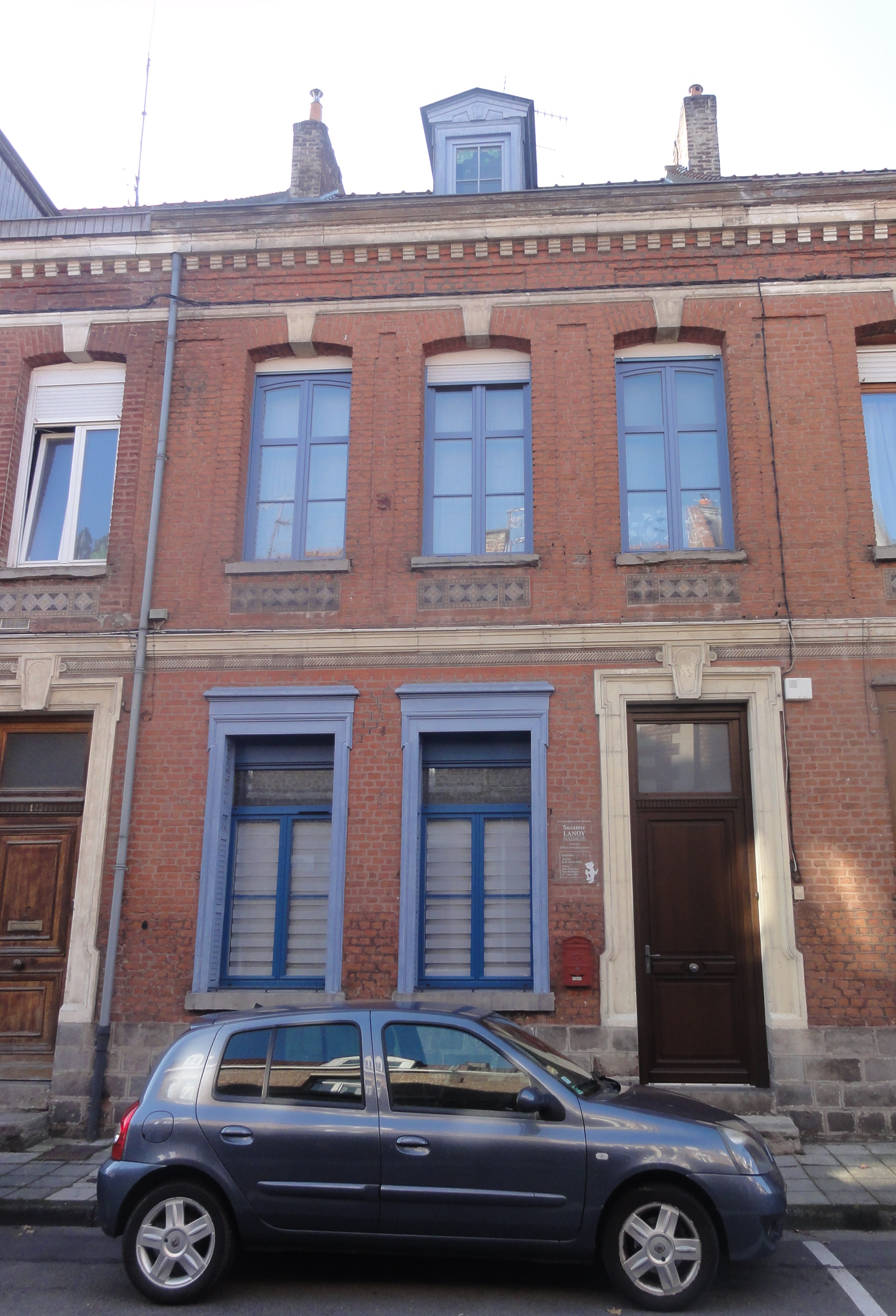
Sa maison.
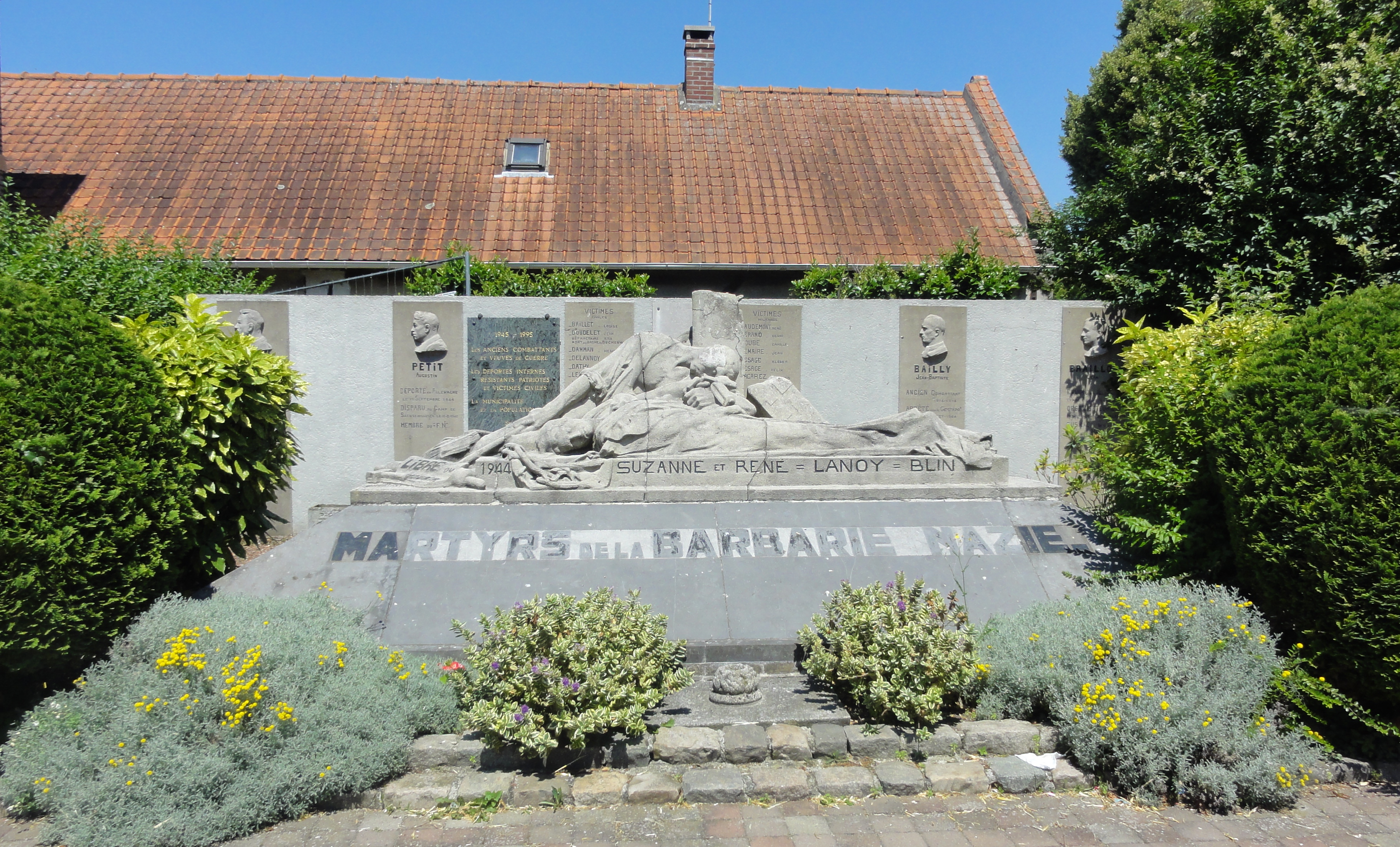
Le monument aux morts.